# Gosnak

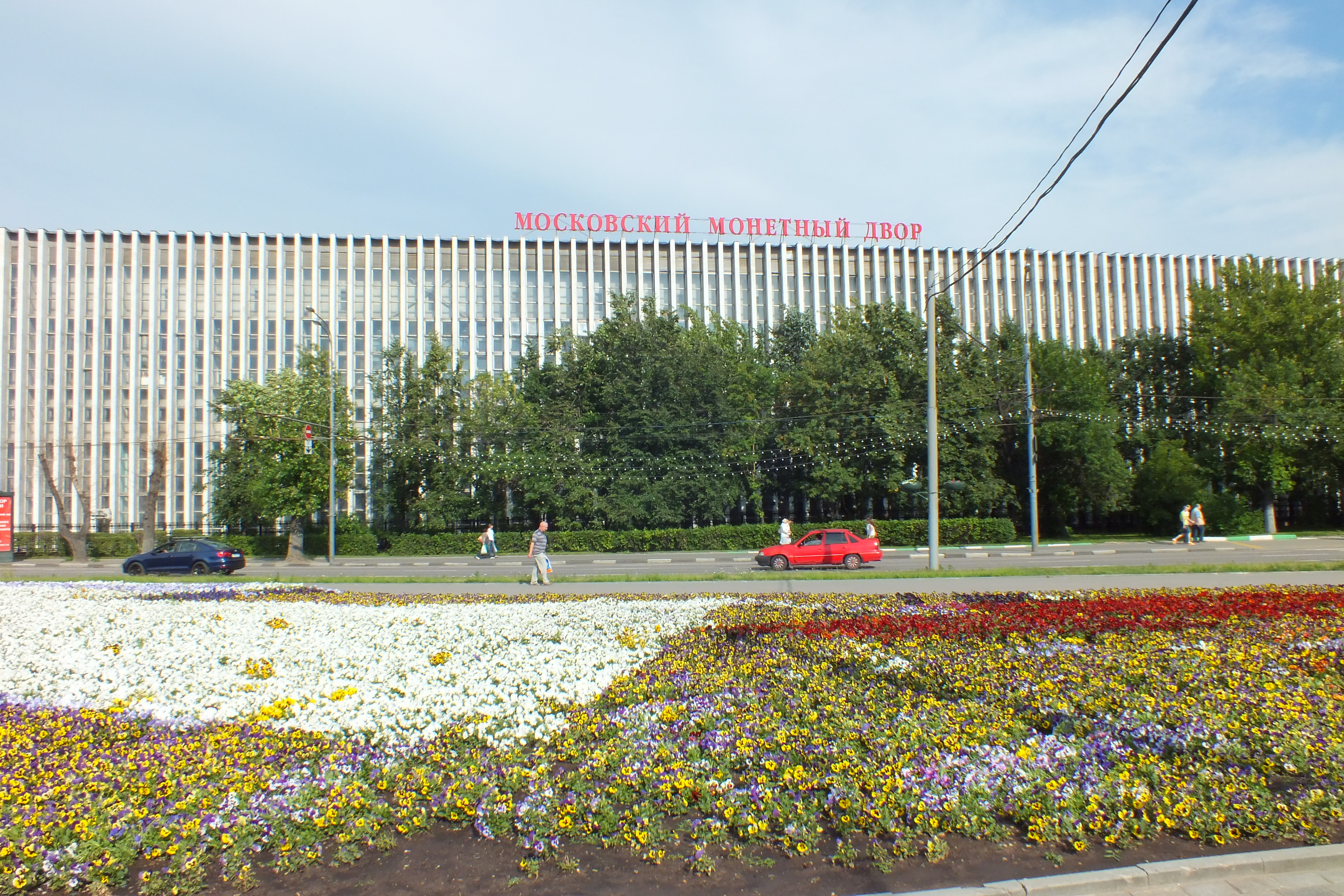
Moskauer Münze

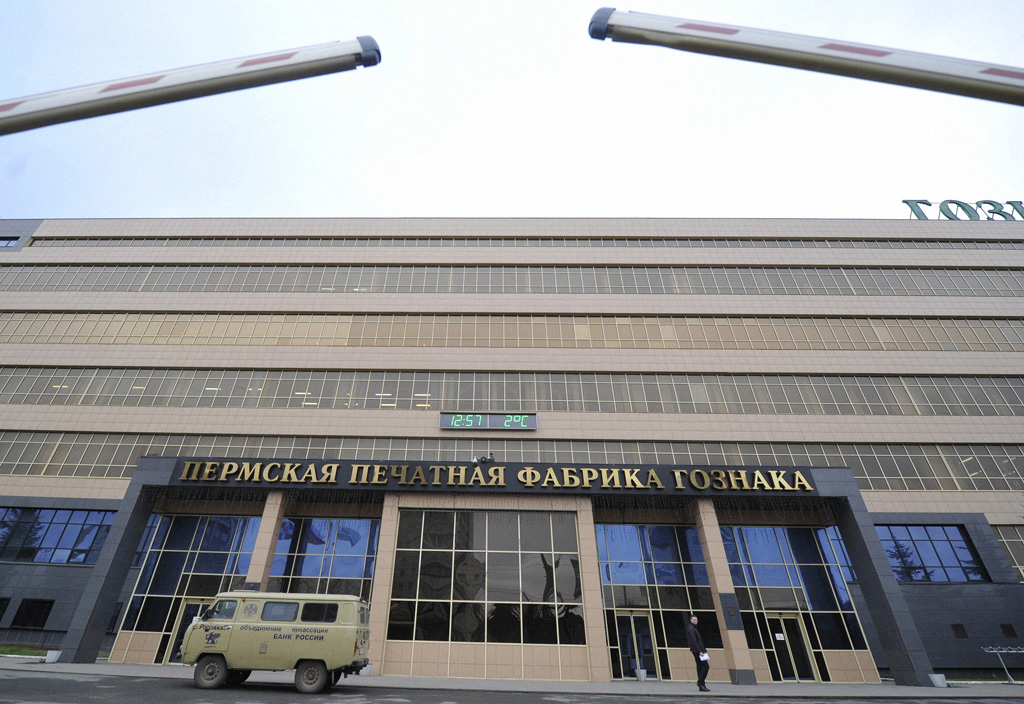
Banknotendruckerei in Perm

Gosnak ist ein russisches Staatsunternehmen mit Sitz in Moskau. Das Unternehmen untersteht dem Finanzministerium der Russischen Föderation und produziert russisches Papier- und Münzgeld sowie Pässe, Briefmarken und andere Wertdrucksachen für den russischen Staat, ausländische Staaten und Unternehmen.
Nach eigenen Angaben besitzt Gosnak jährliche Produktionskapazitäten für 11.000 Tonnen Sicherheitspapier, 7 Milliarden Banknoten, 3,5 Milliarden Münzen, 40 Millionen Pässe und zwischen 30 und 45 Millionen Briefmarken.
Gosnak zählt zu einer Reihe von Unternehmen, die von der russischen Regierung als systemrelevant angesehen werden.

## Geschichte
Gosnak wurde 1818 auf ein Dekret von Alexander I. hin gegründet. Im Russischen Kaiserreich wurde das Unternehmen Monopolist für die Herstellung von Papiergeld und staatlicher Rentenpapiere. Das Unternehmen war unter anderem für den Druck der ersten russischen Briefmarke, die Herstellung des ersten sowjetischen Passes, den Druck der Illustrationen von Iwan Jakowlewitsch Bilibin und die Prägung der Medaillen für die Olympischen Sommerspiele 1980 verantwortlich. Chefkünstler war bis 1988 Iwan Dubassow.

## Struktur
Gosnak setzt sich aus acht Teilunternehmen zusammen:
- Die Moskauer Druckerei (russisch Московская печатная фабрика)
- Der Moskauer Druckereibetrieb (russisch Московская типография Гознака)
- Die Permer Druckerei (russisch Пермская печатная фабрика)
- Die Moskauer Münze (russisch Московский монетный двор)
- Die Sankt Petersburger Münze (russisch Санкт-Петербургский монетный двор)
- Die Sankt Petersburger Papierfabrik (russisch Санкт-Петербургская бумажная фабрика)
- Die Krasnokamsker Papierfabrik (russisch Краснокамская бумажная фабрика)
- Das Forschungsinstitut Gosnaks in Moskau (russisch Научно-исследовательский институт)